# 凌振
「轟天雷」凌振是《水滸傳》人物，祖籍燕陵，是宋朝當時第一火炮手，所造的火炮能打十四、五里遠。
呼延灼受命攻打梁山時，以連環馬大破梁山軍隊，但梁山泊四面環水，無路可攻，須用火炮遠攻，便請來凌振造大炮。凌振的大炮直接就打在梁山的鴨嘴灘小寨上，迫使梁山放棄了小寨。後來，晁蓋、吳用用計謀，阮小二在水裏擒了凌振，凌振便投降了梁山。專為梁山製造大小火炮。
梁山全伙受招安後，凌振隨征遼國、方臘，得勝回朝後，受用於火藥局御營。

## 戰績
出征期間，其製造的火炮發揮特長，不僅為梁山大軍攻城拔寨作出了卓越貢獻。在兩軍對峙時，炮斃敵方將領做出了巨大的貢獻。曾炮斃王慶部下有猛將袁朗（此人曾與霹靂火秦明大戰一百五十回合未分勝負），炮斃方臘帳下頭領包道乙（此人極通道術，善使混元劍，曾以混元劍斬斷了武松左臂）。

## 影视形象
- 2011年版《水浒传》：耿懿
- 2013年电影《轰天雷凌振》：张明健